# 北约颂歌
北约颂歌（法語："Hymne de l'OTAN"），北约之歌或北约赞美诗是一首北大西洋公约组织(NATO) 的组织歌曲。这是一首器乐曲，于1989 年卢森堡军官兼军乐队成员安德烈·赖希林 ( André Reichling ) 创作。其于2018年一月份正式采用，但在2018年前也被非正式性质地使用过。

## 历史
北约的盟歌最初提议可以追溯到 1958 年，即北约成立十周年。一首所谓的“北约之歌”公开演奏过，但是并没有被采纳。 1960年，英国皇家空军元帅爱德华·奇尔顿提议将各成员国国歌混响为同一首盟歌。 
1989年，为了纪念北约成立40周年，卢森堡军乐队军官安德烈·赖希林创作了器乐曲《Hymne de l'OTAN》，即现今的北约颂歌，并在当年的周年庆典上演奏。 在随后几年的许多北约活动中用作非官方用曲，最后在2018年3月18日正式采用。